# Daniil Wassiljewitsch Schtschenja

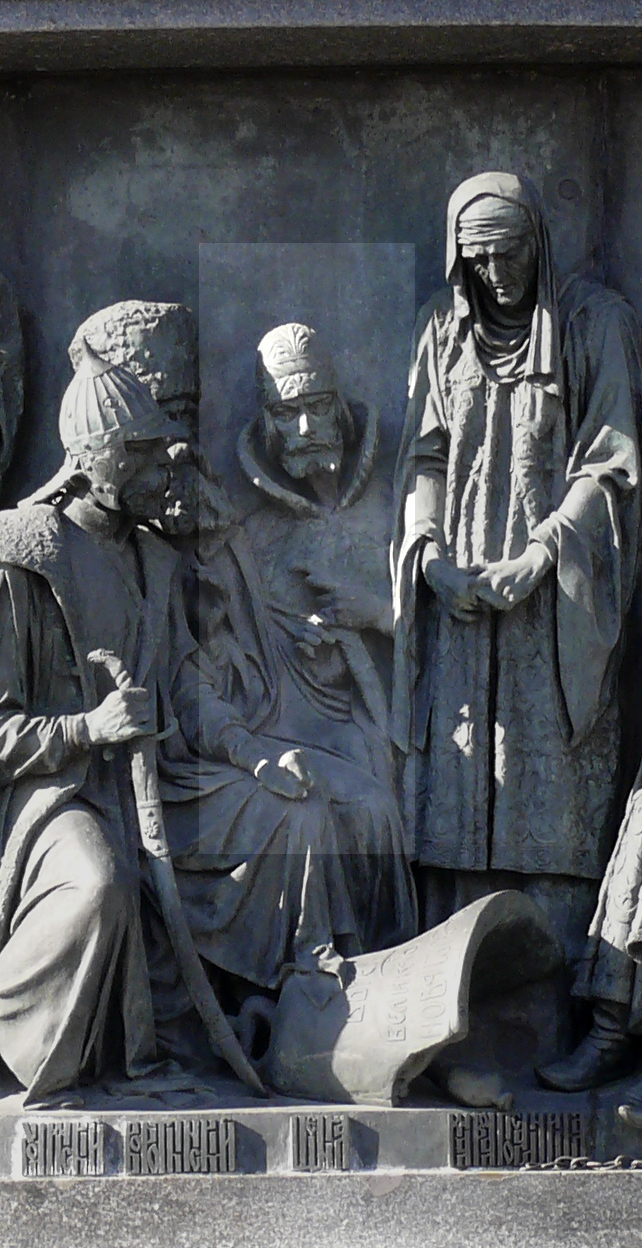
Schtschenja auf dem Nationaldenkmal Tausend Jahre Russland in Weliki Nowgorod

Fürst Daniil Wassiljewitsch Schtschenja Patrikejew (russisch Даниил Васильевич Щеня Патрикеев; * vor 1450; † nach 1515) war ein russischer Wojewode und Bojar während der Herrschaft Iwans III. und Wassilis III. Sein fester Beiname Schtschenja bedeutet übersetzt „Welpe“ und wird in den Chroniken und in der Literatur vorrangiger als sein eigentlicher Nachname benutzt. Daniil Schtschenja war einer der bedeutendsten russischen Feldherren seiner Zeit und ist vor allem durch den Sieg über das Großfürstentum Litauen in der Schlacht an der Wedrosch bekannt.

## Leben
Daniil Schtschenja entstammte als Sohn des Wassili Jurjewitsch Patrikejew († 1450) dem litauischen Fürstengeschlecht der Gediminiden. Sein Großvater im Mannesstamm, der litauische Prinz Juri, verließ das heimische Litauen, fand in Moskau eine neue Heimat und heiratete Maria, die Tochter des Moskauer Großfürsten Wassili I. Als Enkel des Litauers war er nicht nur mittelbar mit dem Moskauer Großfürstengeschlecht verwandt, sondern auch der Onkel des russischen Feldherren Michail Bulgakow-Goliza, dessen Vater Iwan Wassiljewitsch Bulgakow Daniels leiblicher Bruder war.
Daniel war ein geachteter russischer Feldherr und nahm an vielen Feldzügen des Moskauer Staates gegen die Nachbarstaaten teil. Einer seiner ersten Feldzüge führte ihn gegen den mit dem Khanat Kasan verbündeten Freistaat Chlynow (Wjatka), dessen Bevölkerung häufig Raubzüge gegen den Moskauer Staat durchführte. Nach der Eroberung des Freistaats 1489 deportierte man die Führungsschicht ins Innere des Großfürstentums Moskau, während das Wjatkaland Teil des zentralisierten russischen Staates wurde. Daniel Schtschenja beteiligte sich während des Russisch-Litauischen Krieges 1487–1494 an Razzien im russisch-litauischen Grenzland, das er verheeren ließ. 1493 nahmen seine Truppen die unter litauischer Herrschaft stehende Stadt Wjasma ein und brachten die lokalen Rurikiden-Fürsten nach Moskau. Im Feldzug gegen Schweden 1495–1497 verwüsteten sie das schwedische Finnland. 1500, im Russisch-Litauischen Krieg 1500–1503, besiegten die unter Schtschenjas Kommando stehenden Truppen in der Schlacht an der Wedrosch die des litauischen Hetmans Konstantin Iwanowitsch Ostroschski fast vernichtend, und der litauische Oberbefehlshaber wurde gefangen genommen. Seinen nächsten Auftrag führte Schtschenja gegen den Deutschen Orden in Livland aus, wurde allerdings durch Landmeister Wolter von Plettenberg, den Verbündeten des litauischen Großfürsten Alexander, am 26. August 1501 in der Schlacht an der Seriza geschlagen. 1502 unternahm er einen zweiten Feldzug gegen Livland, wurde jedoch in der Schlacht am Smolinasee am 13. September erneut besiegt.
Diese Niederlagen minderten nicht die Gunst des Moskauer Großfürsten (bis 1505 Iwan III.): Schtschenja wurde in das Amt des zweiten Wojewoden von Moskau berufen. Während des Russisch-Litauischen Krieges 1507–1508 belagerte er erfolglos die litauische Festung Orscha. Im selben Jahr wurde er erster Wojewode von Moskau. Seine militärische Karriere krönte er im Russisch-Litauischen Krieg 1512–1522 durch die Eroberung von Smolensk.
Daniel Wassiljewitsch Schtschenja verstarb nach 1515 und hinterließ den Sohn Michail († 1534), der ebenfalls ein Wojewode war. Die Nachkommen Daniils trugen den Nachnamen Schtschenjatew, der sich von seinem Beinamen ableitete.

## Bemerkungen und Einzelnachweise
1. ↑  auch kurz Iwan Bulgak
2. ↑  Bibliographisches Institut Leipzig: Weltgeschichte, S. 505

| Personendaten    | Personendaten                                       |
| ---------------- | --------------------------------------------------- |
| NAME             | Schtschenja, Daniil Wassiljewitsch                  |
| ALTERNATIVNAMEN  | Щеня, Даниил Васильевич (russisch)                  |
| KURZBESCHREIBUNG | russischer Fürst aus dem litauischen Haus Gediminas |
| GEBURTSDATUM     | vor 1450                                            |
| STERBEDATUM      | nach 1515                                           |